# Burwash Landing
Burwash Landing è una località del Canada, situata nello Yukon.

## Galleria d'immagini

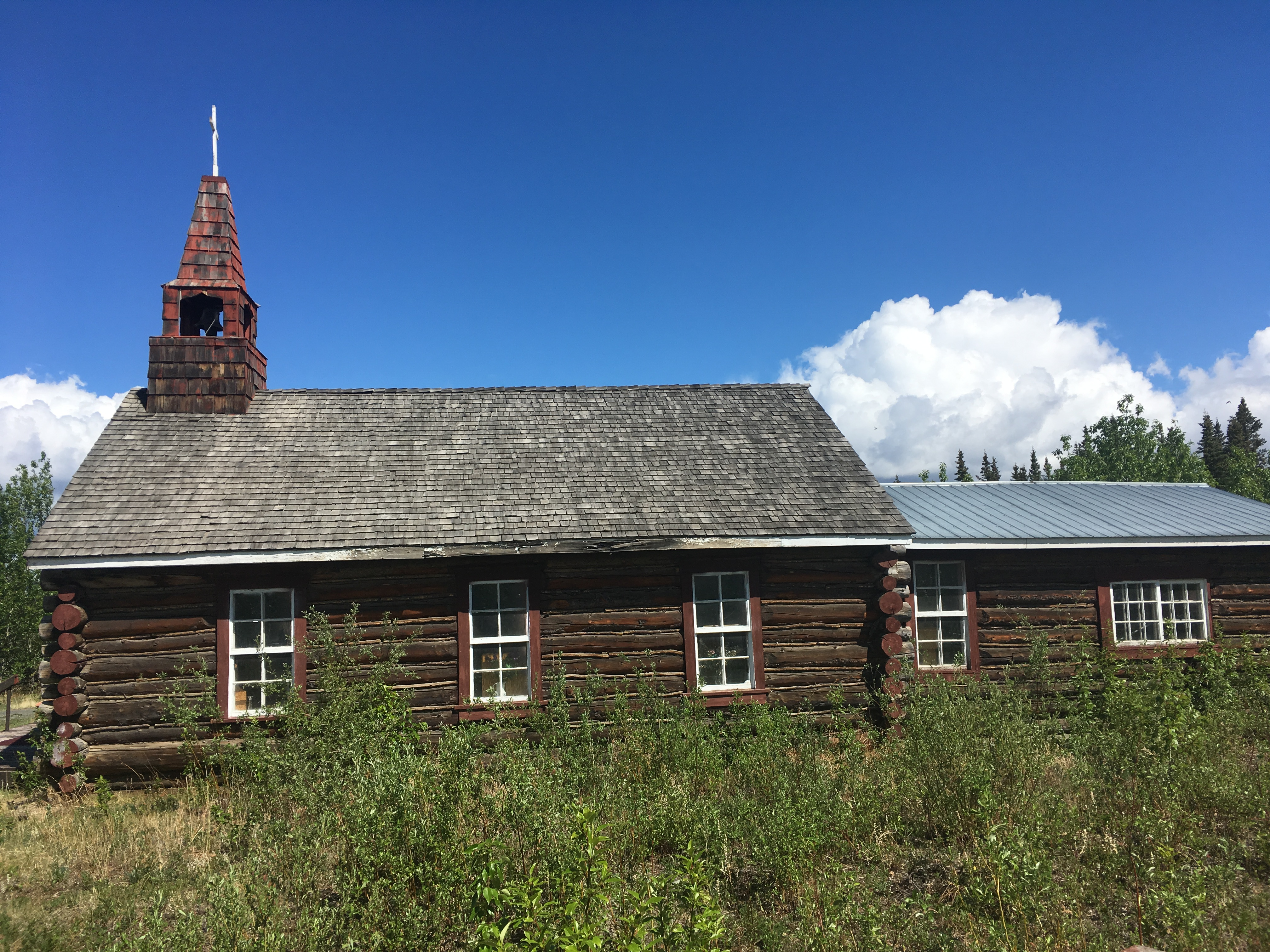
Chiesa cattolica di Nostra Signora del Santo Rosario
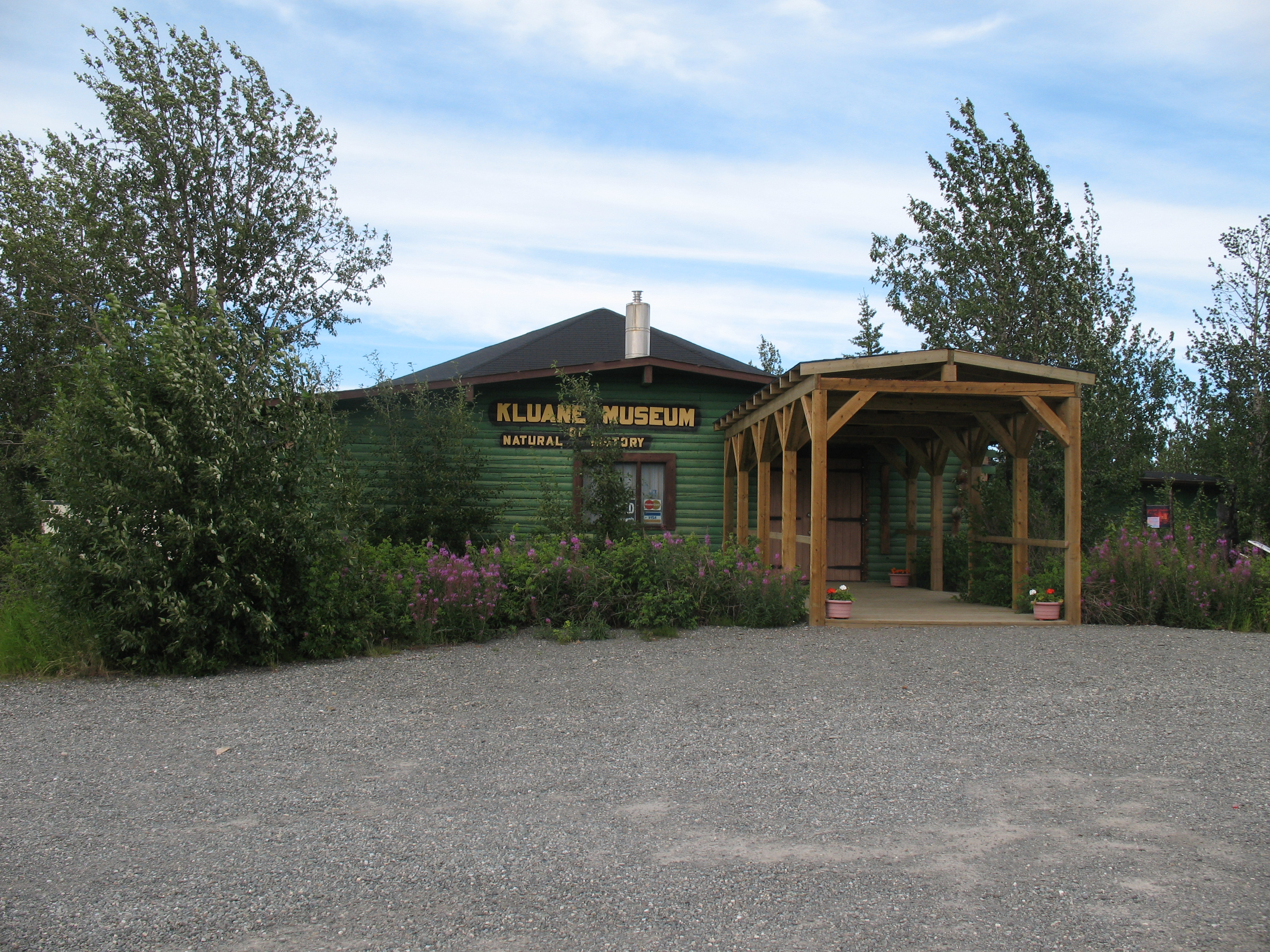
Musée d'histoire naturelle di Kluane